# Affaire Bettina Beau
L’affaire Betina Beau, ou affaire Philippe Gletty, est une affaire criminelle française dont les faits remontent au mois de février 2012.

## Protagonistes
- La victime

Au moment des faits, Philippe Gletty a 47 ans, est marié, père de deux enfants et dirigeant de la société Princeps Alu.
- L'épouse

Stéphanie Gletty est l'épouse de Philippe Gletty.
- La maîtresse

Bétina Beau, née Geoffray en 1971, vit une enfance classique dans la campagne beaujolaise, en France, mais son adolescence est plus mouvementée. Vers 1988 elle épouse Philippe Beau, né vers 1964. Ils ont une fille, lycéenne en 2012. 

## L'affaire
En 2001, Philippe Gletty fonde la société Princeps Alu. Bétina Beau est alors sa secrétaire-comptable et entretient avec lui une liaison. 
Le 27 février 2012, Philippe Gletty et Bétina Beau doivent se retrouver pour un instant de « plaisir ». Le rendez-vous est fixé à La Terrasse-sur-Dorlay (Loire), commune proche de Saint-Paul-en-Jarez (Loire) où se trouve l'entreprise Princeps Alu. Philippe monte dans la voiture de Bétina. Ils roulent jusqu'à un chemin menant au Dorlay. Lorsqu'ils sont arrivés, Philippe descend de la voiture et suit le chemin devant Bétina. Celle-ci, prétextant le besoin de retourner à son véhicule, revient alors avec un revolver Manufacture de Saint-Etienne modèle 1892, calibre 8 mm subtilisé à son mari, et tire dans le dos de Philippe. Ce dernier se retourne, Bétina tire à nouveau et rate sa cible. La victime tombe sur le bas-côté. Bétina lui tire deux autres balles dans la tête. Elle retourne à la voiture dans laquelle elle dépose l'arme. Elle retourne vers Philippe, mort, et le dépouille de quelques objets personnels. Elle reprend alors la voiture, roule vers Doizieux, se débarrassant des douilles sur la route. Elle retourne ensuite travailler comme si rien n'était. Dans la soirée Stéphanie Gletty, l'épouse du défunt, signale sa disparition à la police. 
Le 4 mars 2012 le corps de Philippe Gletty est retrouvé. Le 8 mars 2012, en compagnie de son mari, Bétina Beau se rend à la police et avoue son crime. Comme elle, son époux sera placé en garde à vue car suspecté d'être impliqué dans l'affaire. Il sera libéré au bout de 48 heures et entièrement blanchi.

## Le procès
Le procès de Bétina Beau se déroule du 21 au 23 mai 2014 à la Cour d'assises de la Loire à Saint-Étienne. 
Le meurtre de Bétina Beau ayant provoqué son divorce, c'est sous le nom de Bétina Geoffray qu'en mai 2014 elle comparaît devant les assises.
Elle est condamnée à 18 ans de réclusion criminelle pour assassinat et incarcérée tout d'abord à la maison d'arrêt de La Talaudière (Loire), puis à Rennes (Ille-et-Vilaine) et enfin à Roanne (Loire).

## Conséquences
Bétina Beau a purgé sa peine à la prison des femmes de Rennes.
En juillet 2021 elle est libérée après avoir purgé la moitié de sa peine.
La société Princeps est placée en liquidation judiciaire le 1er octobre 2014.
En octobre 2021 son ex-mari, Philippe Beau, sort un livre : Coupable d'innocence, où il raconte sa propre histoire. Son rôle est évoqué par l'émission Faites entrer l'accusé consacrée à l'affaire, émission présentée par Frédérique Lantieri sur France 2 le 14 février 2016.

### Documentaires télévisés
- « La secrétaire meurtrière » (premier reportage) dans « ... en Rhône-Alpes » le 24 juin 2013 dans Crimes sur NRJ 12.
- « Affaire Bettina Beau : la secrétaire a-t-elle tué son patron ? » le 16 septembre 2015 dans Enquêtes criminelles : le magazine des faits divers sur W9.
- « Philippe Gletty, Liaisons fatales » le 14 février 2016 dans Faites entrer l'accusé présenté par Frédérique Lantieri sur France 2.
- « L'affaire Bettina Beau : une maîtresse de trop ? » (premier reportage) le 3 juin 2017 dans Chroniques criminelles sur NT1.
- « Affaire Bettina Beau » (premier reportage) le 12 août 2017 dans Reportages faits divers sur TF1.
- « Affaire Bettina Beau, qui a tué le patron ? » le 10 septembre 2022 dans Au bout de l'enquête, la fin du crime parfait ? sur France 2.

### Radio
- « L'affaire Bettina Beau » le 1er novembre 2016 dans L'Heure du crime de Jacques Pradel, sur RTL.
- « Vaudeville tragique dans la Loire » le 16 février 2018 dans Hondelatte raconte de Christophe Hondelatte, sur Europe 1.

### Filmographie
- « Bettina Beau : la secrétaire a-t-elle tué son patron ? » Canal crime, 15 avril 2019.